# Tiracola plagiata
Espèce
Tiracola plagiata (noctuelle du cacaoyer ou noctuelle du bananier) est une espèce d'insectes lépidoptères de la famille des Noctuidae, originaire d'Asie du sud-est et d'Australasie.

## Synonymes
Selon Atlas of Living Australia :
- Agrotis plagifera Walker, 1857
- Agrotis spectabilis Walker, 1865
- Tiracola nebulifera Warren, 1912
- Tiracola plagiata uniformis Warren, 1912
- Tiracola plagiata nigriclathrata Warren, 1915

## Distribution
L'aire de répartition de Tiracola plagiata s'étend dans les régions tropicales d'Asie, d'Australasie et d'Océanie. Cette espèce se rencontre notamment dans les pays et régions suivants : Chine, Cambodge, Inde, Indonésie, Laos, Malaisie, Philippines, Singapour, Sri Lanka, Taïwan, Thaïlande, Vietnam, Australie, îles Cook, îles Marquises, Papouasie-Nouvelle-Guinée, Samoa, îles de la Société, Tonga.

## Liste des sous-espèces
Selon Catalogue of Life (5 oct. 2013) :
- sous-espèce Tiracola plagiata nebulifera Warren, 1913